# Inés Puyó
Inés Puyó León (* 9. Dezember 1906 in Santiago de Chile; † 21. März 1996 ebenda) war eine chilenische Malerin.
Puyó studierte 1927–28 an der Escuela de Bella Artes bei Juan Francisco González und Ricardo Richon Brunet. Als Stipendiatin der chilenischen Regierung reiste sie 1930 nach Paris. Dort war sie Schülerin von Henry de Warroquier, Othon Friesz und André Lhote an der Académie Scandinave und konnte dann auch im Salon d’Automne und im Salon des Indépendants ausstellen. In den 1930er Jahren setzte sie ihre Ausbildung  in New York bei Amédée Ozenfant fort.
Nach ihrer Rückkehr nach Chile schloss sie sich der avantgardistischen Grupo Montparnasse um Camilo Mori an. Sie bestritt mehrere Ausstellungen und gewann sie 1939 beim Salón Oficial de Santiago den Ersten Preis im Fach Malerei. Von 1950 bis 1960 war sie Professorin am Instituto Chileno Italiano. Werke Puyós finden sich  unter anderem in den Sammlungen des Museo Nacional de Bellas Artes, des Museo de Arte Contemporaneo der Universidad de Chile, der Pinakothek der Universidad de Concepción und des Museo Minicipal de Bellas Artes von Viña del Mar.

## Werke
- Naturaleza Muerta, 1949
- Paisaje, 1954
- Niña de Campo
- Figura
- Parque Forestal, 1965
- Paisaje de invierno
- Retrato de niña
- Maternidad
- Paisaje urbano